# اریکسن (مینیاپولیس)
اریکسن (به انگلیسی: Ericsson) یک منطقهٔ مسکونی در ایالات متحده آمریکا است که در مینیاپولیس واقع شده‌است. اریکسن ۳٬۱۹۲ نفر جمعیت دارد.